# دستبرد فکری
دَستبُردِ فِکری، اِنتِحال، دُزدیِ عِلمی، دَستبُردِ فِکری/هُنری، ایده‌دُزدی یا مُحتَوا رُبایی به معنی «تخصیص دادن خلاقیت ادبی، هنری یا پژوهشی دیگری یا بخشی از آن یا متن ناشی از آن به خود، گویی که خود شخص آن را خلق کرده است.» دستبرد فکری ممکن است بدون رضایت صاحب اصلی اثر یا با رضایت وی انجام شود.
دستبرد فکری اگر در حوزه ادبیات باشد دزدی ادبی یا مَسخ، اگر در حوزه هنر باشد سرقت هنری و اگر در حوزه پژوهش‌های دانشگاهی انجام شود سرقت علمی نامیده می‌شود.
به زبان ساده دستبرد علمی یا ادبی یعنی رونویسی کارها یا ایده‌های دیگران و انتساب آن‌ها به خود.

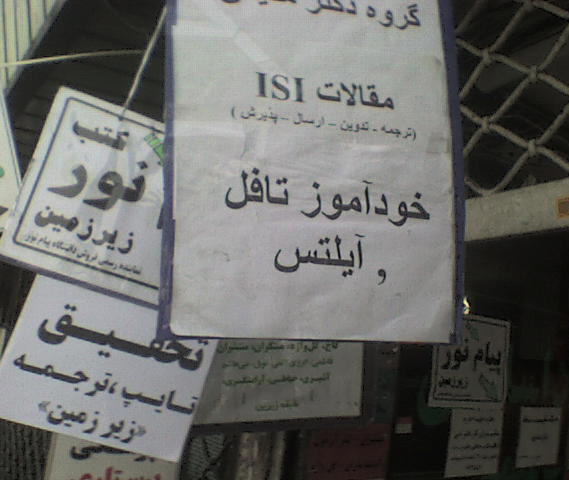
نمونه‌ای از دستبرد فکری تبلیغ جهت نگارش مقالات علمی ISI در تهران

## مقدمه
در ادبیات آموزش دانشگاهی، دستبرد فکری توسط دانشجویان، استادان، یا پژوهشگران را نادرستی آموزشی می‌دانند و متخلفان مورد انتقادات و تنبیهات آموزشی قرار می‌گیرند. در روزنامه‌نگاری، سرقت حقوق معنوی نقض اخلاق روزنامه‌نگاری شمرده می‌شود و با متخلفان معمولاً برخورد می‌شود که این برخوردها می‌تواند شامل برخوردهای انضباطی باشد. البته برخی نیز ادعا دارند که ناخودگاه آن را انجام داده‌اند. در بسیاری از مواقع دستبردهای فکری ممکن است باعث پیشرفت شاخه‌ای از علوم شود. اما باید از صیانت علم هم طرفداری کرد.

## تاریخچه
تولید علم به صورت کلاسیک و ارائه مقاله سابقه‌ای چند صد ساله دارد ولی روش آن در قرن نوزدهم و قبل از آن تفاوت بارزی با امروز داشته است. در آن زمان تعداد دانشمندان کم بود بدین معنا که تعداد کسانی که به‌طور جدی اقدام به تولید علم می‌کردند از چند هزار نفر تجاوز نمی‌کرد و هر کدام از آن‌ها معمولاً در طور عمر خود بیش از یکی دو مقاله منتشر نمی‌کردند. مقالات مستقیماً برای دانشمندان درجه یک آن شاخه از علم در جهان فرستاده می‌شد و اگر مورد توجه آنان قرار می‌گرفت شخص شانس آن را پیدا می‌کرد که در جلسه‌ای حضوری از آن دفاع نماید و اگر کسی مقاله کم ارزشی می‌فرستاد در جامعه علمی مورد ریشخند همگان واقع می‌شد. از این رو تعداد مقالات اندک و کار کسانی که به داوری مقالات می‌پرداختند چندان سنگین نبود. برخلاف انتظار تخلفات علمی در آن زمان هم وجود داشتند ولی روش آن‌ها متفاوت بود. در بسیاری از موارد دانشمندی ایده خود را با دانشمند دیگر در میان گذاشته بود و از او درخواست مشاوره کرده بود ولی شخص دوم روش امانتداری را به جا نیاورده و کار علمی را به نام خود معرفی می‌نمود و دانشمند اصلی نیز کاری از دستش برنمی‌آمد. بسیاری از اکتشافات و اختراعات به همین صورت مورد مجادله قرار گرفته‌اند.
از ابتدای قرن بیستم تعداد مقالات کنفرانسی یا پژوهشی به یکباره رو به افزونی گذاشت و کنفرانس‌ها و مجلات مستقل علمی یکی بعد از دیگری به وجود آمدند. تعداد مقالات برخی کنفرانس‌ها به قدری زیاد شد که حتی فرصت کافی برای ارائه همه آن‌ها وجود نداشت و بخش پوستر کنفرانس‌ها راه حلی برای این مشکل بود. امروزه صدها هزار نفر مشغول تولید علم هستند. اگر یک دانشجوی کارشناسی ارشد یا دکترا چندین سال از امکانات دانشگاه استفاده کند و با وجود اینکه تمام تلاش خود را نموده است به نتیجه درخشانی نرسد، کار او بی‌ارزش تلقی نخواهد شد. گرچه وی نتوانسته شاخه‌ای بر درخت علم برویاند ولی اضافه کردن یک برگ کوچک نیز شایسته تقدیر است. هر ساله هزاران نفر برای تولید علم در یک دانشگاه می‌کوشند اگر از این میان فقط پنج نفر نتیجه برجسته‌ای کسب کنند، دانشگاه در تولید علم موفق بوده است. این وضعیت را مقایسه کنید با چند قرن قبل و دانشمندانی که اکتشافات بسیار بزرگی داشتند ولی به زحمت می‌توانستند نظر جامعه علمی را به خود جلب کنند و از امکانات دانشگاه‌ها بهره‌مند شوند. در هر حال امروزه تعداد مقالات منتشر شده بسیار بسیار زیاد است و این خود هیچ ایرادی ندارد. مشکل بر سر داوری آنهاست. کسی که می‌خواهد یک مقاله علمی را داروی کند باید بر گوشه‌ای از علم که مقاله در آن نوشته شده است، کاملاً مسلط باشد ولی با توجه به تعداد مقالاتی که امروزه پذیرفته و چاپ می‌شوند، آیا تعداد کافی افراد واجد شرایط برای داوری آن‌ها وجود دارد؟ از سوی دیگر امروزه حتی دانشمندان تراز اول جهان هم مدعی مطالعه تمامی مقالاتی که در زمینه تخصصی آنهاست، نیستند. آنان باید بر مقالات پیشرو و تحول آفرین که در مجلات معتبر چاپ می‌شوند مسلط باشند حال آنکه اگر کسی به مقاله ضعیفی را دستبرد زند، نخواهند توانست متوجه کپی شدن آن از روی مقاله ضعیف دیگری شوند. وجود مجلاتی که با انگیزه‌های معمولاً مادی مقالات غیرقابل قبول را می‌پذیرند نیز مشکل را مضاعف کرده‌اند. اگر هدف محدود کردن تعداد مقالات چاپ شده در جهان نباشد، که چنین نیست، چاپ مقالات علمی معمولی در مجلات علمی متوسط و با داوری نه‌چندان قوی اجتناب ناپذیر است. وجود چنین شرایطی زمینه را برای سوء استفاده برخی افراد فراهم نموده است. همچنین پیشرفت روزافزون اینترنت و گسترش مقالات برخط دستبردهای علمی نیز ساده‌تر شده‌اند و با کپی و پِیست کردن به راحتی صورت می‌گیرند.

## سرقت در پژوهش
در زمینه تحقیق و پژوهش سرقت علمی و دستبرد به افکار و اندیشه‌ها و یافته‌های دیگران یک نوع آفت پژوهشی و آسیب در تحقیق به‌شمار می‌رود که گاه باعث رسوا شدن محقق و پژوهشگر نیز خواهد شد. به علاوه از امور کاهش دهنده ارزش پژوهش، سرقت است. چه سرقت خفیف و چه سرقت شدید.

## مصادیق دزدی علمی

### نقل قول
اگر عین جمله‌ای را از کسی نقل می‌کنید باید حتماً در گیومه قرار دهید و مرجع هم به دنبال آن بیاید. ضمناً توجه کنید که آیا اجازه دارید جمله را نقل قول کنید یا خیر (برخی از نشریات شرایط خاصی برای نقل‌قول قائلند -نظیر نحوه ارجاع دادن یا حداکثر جملاتی یا کلماتی که می‌توانید نقل قول کنید - که می‌بایست این شرایط را دقیقاً در نظر گرفت). ولی اصولاً نقل قول در حد یکی دو جمله مشکلی ندارد.

### استفاده از نتایج دیگران
استفاده از نتایج اشکال نمودارها (هر چند کوچک و جزیی) باید با ارجاع کامل باشد. اگر از نتیجه منحصربه‌فرد کسی یا گروهی استفاده می‌کنید حتماً باید ارجاع بدهید. مفاهیمی که بسیار جا افتاده‌اند (مثل قانون نیوتون) نیازی به مرجع ندارند.

### استفاده از جمله‌های دیگران
کپی کردن واژه‌های دیگران حتی با عوض کردن ساختار جمله، بدون رعایت اصول صحیح استنادی، باز هم دزدی علمی است. بدین معنی که مثلاً تغییر زمان فعل از معلوم به مجهول جمله را از آن شما نمی‌کند:
مثال ۱: جملهٔ اصلی:
کاربرد این روش در مواد غذایی داروشناسی درمان ضایعات پوستی و تحقیقات بیوتکنولوژی است.
جملهٔ دزدی: عملی این متد در تحقیقات بیوتکنولوژی و شناسایی داروها و همچنین در مورد بیماری‌های پوستی و مواد خوراکی استفاده می‌شود.
مثال ۲:
جملهٔ اصلی
برای بهره‌برداری بهتر از زمین‌های شوره‌زار مسیر تهران-قم پیشنهاد می‌شود با کشت خیارسبز، برای قشر مستضعف جامعه خیارشور با قیمت ارزان به عمل آید.
جملهٔ دزدی عملی: اگر کسی یا فردی در زمینی یا دشتی که شوره‌زار گردیده است مانند مسیر تهران قم خیارسبز بکاشته شود در آینده محصول این کشتکاری خیارشور خواهد شده بود که اتفاقاً قیمتش هم کم است و برای قشور مستضعفان کاربرد دارد.

### سرقت علمی از خود
کپی کردن جملاتی از مقاله قبلی خودتان یا مقاله‌ای که جای دیگری چاپ کرده‌اید هم پوشانی بوده و جرم به حساب نمی‌آید ولی کار ناپسندی است. اگرچه این کار به اندازه سرقت علمی از دیگران مشکل ساز نیست اما به خصوص در نشر آثار علمی ممکن است مشکلاتی را برای نویسندگان ایجاد کند. علاوه بر تکرار واژه به واژه متن، انتشار یک مقاله در دو مجله متفاوت نیز سرقت علمی به‌شمار می‌رود. به این نوع سرقت علمی انتشار دوگانه گفته می‌شود. همچنین باید به این نکته مهم توجه شود که با انتشار یک مقاله در یک مجله، در واقع حق تألیف مقاله به مجله واگذار می‌شود؛ بنابراین با کپی کردن مطالب آن مقاله در واقع نه از کار خود بلکه از کار آن مجله کپی انجام داده‌اید.

### ارائه مقالات در کنفرانس و سمینارها
در ارائه مقالات: زیر هر شکل عکس و نموداری که کار مستقیم خود شما نیست باید مرجع بدهید. مراجع را می‌توانید در پایین صفحه هم بنویسد؛ ولی باید دیده شود.

### دزدی علمی غیرعمدی
بعضی وقت‌ها سرقت علمی واقعاً به صورت اتفاقی است. سرقت علمی اتفاقی هم جرم است (همان‌طور که اگر شما مستقلاً اختراعی را بکنید که قبلاً ثبت شده حق استفاده تجاری از آن را ندارید و استفاده تجاری اتفاقی از آن جرم است). بنابراین بهتر است با دقت بیشتری منابع را مطالعه کنید و نت بردارید.

### سایه نویسی
سایه نویسی یکی از مصادیق دستبرد فکری است. در سال‌های اخیر و با افزایش تعداد فارغ التحصیلان از یک سو و افزایش تعداد دانشگاه‌هایی که معیارهای ارزیابی آسان‌تری دارند باعث شده که شکل سازمان یافته‌ای از سایه‌نویسی در ایران شکل بگیرد. شاه قاسمی و اخوان (۲۰۱۵) با انجام پژوهشی نشان می‌دهند که این پدیده در ایران بسیار شایع است و تعداد زیادی از فارغ التحصیلان عملاً سایه نویسی را شغل خود می‌دانند.

## کشف دستبردهای علمی
در سالیان اخیر تعداد موسساتی که به طراحی و تحریر پایان‌نامه و مقالات علمی می‌پردازند، با رشد تصاعدی روبرو بوده است. فعالیت این موسسات در قالب شرکت‌های دانشگاهی و دفاتر خدمات دانشجویی سازمان یافته و رسمی و بهره‌گیری آنان از تکنیک‌های ویراستاری یافتن تقلب‌های علمی را در ایران دشوار ساخته است. نقطه شروع اقدامات بازدارنده در مقابل این موسسات پدید آمدن جنبش‌های دانشجویی در جهت مخالفت با تداوم فعالیت این موسسات و آگاه‌سازی عموم دانشجویان نسبت به تبعات رجوع بدین موسسات است. دانشگاه‌ها نیز باید با اقدامات حقوقی به مقابله با این موسسات بپردازند و آن‌ها را از حیث درج اسامی اعضای هیئت علمی و خدشه دار نمودن اعتبار دانشگاه تحت پیگرد قرار دهند. در کنار این اقدامات، بروزرسانی و تکمیل پایگاه‌های جامع علمی که حفاظت از حقوق مالکیت فکری را برای دانشجویان فراهم می‌آورد می‌تواند راهکار مناسبی در برابر اقدامات این موسسات به‌شمار آید.